# Vodní elektrárna Vidraru
Vodní elektrárna Vidraru je vodní dílo na řece Arges v Jižních Karpatech v Rumunsku. Do provozu byla při stanoveném výkonu 220 MW uvedena v roce 1966. Potřebný objem vody a spád zajišťuje dvojitě klenutá železobetonová přehrada, která byla v době zprovoznění 5. nejvyšší hrází v Evropě a 9. na světě. Koruna hráze je součástí populární horské silniční cesty Transfagarasan.

## Hydrologická charakteristika
Přehrada se nachází v nejužším místě údolí horního toku řeky Arges mezi horami Pleașa a Vidraru. Řeka zde poskytuje průměrný průtok 7,5 m³/s při rozkyvu od stovek litrů za sekundu po hodnotu přes 660 m³/s. Pro Arges jako pro všechny evropské vysokohorské řeky je charakteristická jarní povodňová vlna s prudkými a obtížně předvídatelnými epizodickými povodněmi v letním období. Pro energetické využití tak připadá v úvahu pouze špičkový výkon při vysokém poměru užitečného objemu nádrže a průměrného průtoku. Všechny řeky v této oblasti tečou souběžně jižním směrem, stejně jako většina jejich přítoků. Pro navýšení průtoku tak byla použita voda z povodí souběžných toků, které se přirozeně vlévají buď do řeky Arges pod místem zadržení, či do jiných dunajských přítoků. Mezi největší patří Valea lui Stan, Doamnei, Vâlsan a Limpedea z povodí řeky Arges a Topolog z povodí řeky Olt. Vybudováním sběrného systému zádrží a podzemních štol se pak průtok navýšil o 12,2 m³/s z více než deseti sekundárních povodí. Celkový průtok tak vzrostl na 19,7 m³/s při celkovém povodí 745 km².

## Historie projektu a výstavby
Po 2. světové válce zajišťovalo instalovaný výkon rumunských elektráren 740 MW 229 generátorů, z nichž 7 bylo ve vlastnictví státu. Klíčovým hráčem ve výrobě a distribuci elektrické energie byla belgicko-francouzská společnost Hydrofina. Členové vedení rumunské sekce této společnosti byli po válce souzeni za spolupráci s nepřítelem a společnost byla znárodněna. Spolu se změnou společenskoekonomické formace přišly i velkolepé plány na přeměnu zemědělské země na moderní a výkonný průmyslový stát. Velkolepé industrializační projekty byly podpořeny jednak utužením režimu stalinského typu a následným vznikem pracovních táborů s bohatými lidskými zdroji, jednak snahou o politiku nezávislosti na Sovětském svazu a z ní vyplývající podporou Mezinárodního měnového fondu. V roce 1948 započala výstavba rozsáhlé přenosové sítě od napětí 110 do 220 kV a poté na 400 kV, později i k realizaci propojení se sousedními zeměmi. Spolu s rostoucím výkonem elektráren rostly i požadavky na vodní energii jako na nejúčinnější regulační člen sítě. V roce 1959 začala výstavba první obloukové hráze v Rumunsku, 78 m vysoké Negovanu, v roce 1961 stavba dvojitě klenuté přehrady Vidraru. Ta se spolu s podzemní elektrárnou a důmyslným systémem podzemních štol stala dílem srovnatelným se špičkovými díly vodního stavitelství alpských zemí. 
Vypracováním stavebního projektu byl pověřen prof. Radu Priscu, hydrotechnické části akademik Cristea Mateescu. Konzultantem projektové i stavební fáze byla švýcarská kancelář prof. Alfreda Stuckyho. Hydrotechnické vybavení bylo vyrobeno v Československu, instalace vysokonapěťové části díla byla uskutečněna za podpory italských specialistů.
Přípravné práce začaly v roce 1960. Jedinou dopravní cestu na staveniště v počátku představovala úzkokolejná železnice v údolí Arges. Byla vybudována stanice přípravy betonu s testovací laboratoří. V levém břehu vznikla štola pro převod říční vody do velikosti povodňové hodnoty. Výstavba podzemní elektrárny a hráze začaly souběžně v roce 1961. Bylo vyraženo 42 km podzemních štol, vytěženo 1 768 000 krychlových metrů horniny, z toho milion krychlových metrů z podzemí. Uloženo bylo 930 000 m³ betonu, z toho v podzemí 400 000 m³. Naistalováno bylo 6 300 tun elektrotechnického materiálu. 15. března 1966 začalo napouštění jezera. 9. prosince 1966 začala vodní elektrárna Vidraru dodávat elektřinu do národního energetického systému.  

## Popis

### Systém podzemních štol
Celková délka vodních podzemních cest přesahuje 43 km. Z toho 29 552 m připadá na soustavy svodných štol, umožňujících přívod vod ze sousedních povodí do přehradní nádrže. Základní dvě štoly vedené z obou břehů na západ a východ doplňují dva krátké kanály 913 a 270 m, přivádějící vodu z nejbližších pánví říček Valea lui Stan a Lipedea. Sběrný systém navyšuje průtok a tím i výkon elektrárny zhruba 4×.
Pro převod povodňových vln jakož i pro potřeby vypouštění nádrže byly vybudovány dvě spodní výpustí o délkách 218 a 244 m, vyúsťující pod hrází do koryta řeky.
Přivaděč je veden pravým břehem údolí a je tvořen ze 20 % ocelovým a z 80 % železobetonovým potrubím o průměru 5,5 m a celkové délce 2 130 m. Údolí Valea lui Stan překonává vzdušnou cestou ocelovým potrubím o délce 105 m. Při hltnosti systému 90 m³/s dosahuje rychlost proudění v této časti přivaděče hodnoty 4 m/s. Závěrečná část vodní cesty je zakončena svislým ocelovým potrubím o průměru 4,10 m a výšce 185 m, kde rychlost proudění dosahuje hodnoty 8 – 9 m/s. Souběžně s kolmým přivaděčem byla vybudována vyrovnávací šachta o průměru 7,1 m a výšce 145 m, tlumící rázy při náhlých provozních změnách turbín. Mezi nadmořskými výškami 830 a 506 m tak vzniká celkový spád 324 m.
Od elektrárny je voda odváděna ve sklonu 22 promile 11 162 m dlouhou štolou o průměru 5,15 m do vyrovnávací nádrže ve městě Oeștii Ungureni, kde vyúsťuje na povrch a stává se klidnou řekou.

### Přehrada
Dvojitě klenutá hráz sestává z 22 vertikálních částí z betonu a železobetonu. Poloměr zakřivení v koruně činí 145,8 m. Výška stavby je 166, 6 m, šířka v základně 25 m a šířka v koruně 6 m. Délka v koruně, která je součástí strategické silnice, je 307 m. Přehrada je vybavena třemi povrchovými přepady o šíři 9 m. Na stavbu bylo použito 480 000 m³ betonu. Těleso hráze je protkáno devíti horizontálními revizními šachtami, na vnějším těle stavby jsou postaveny z obou břehů čtyři ochozy se symetrickým výškovým rozdílem zhruba 30 m.

### Elektrárna
Podzemní elektrárna je umístěna 104 m pod povrchem. Sestává z 67,8 m dlouhé, 16,7 m široké a 31,7 m vysoké strojovny, která navazuje na kavernu transformátorů vysokého napětí. Elektrárna je vybavena čtyřmi Francisovými turbínami Škoda o výkonu 4 × 56,5 MW a sedmi jednofázovými silovými transformátory o výkonu 40 MVA. Instalovaný výkon elektrárny je 220 MW. Přístup do elektrárny umožňuje šachta o průměru 7,2 m a výšce 104 m, navazující na horizontální chodbu o délce 132 m.

### Přehradní nádrž
Vzedmutím řeky Arges bylo vytvořeno umělé jezero o délce 10,3 km a ploše 894 ha, zadržující vodu o objemu 465 000 000 m³. Pro výrobu elektrické energie poskytuje užitečný objem 320 000 m³.
Podrobné informace o přehradní nádrži najdete v článku Přehradní nádrž Vidraru.

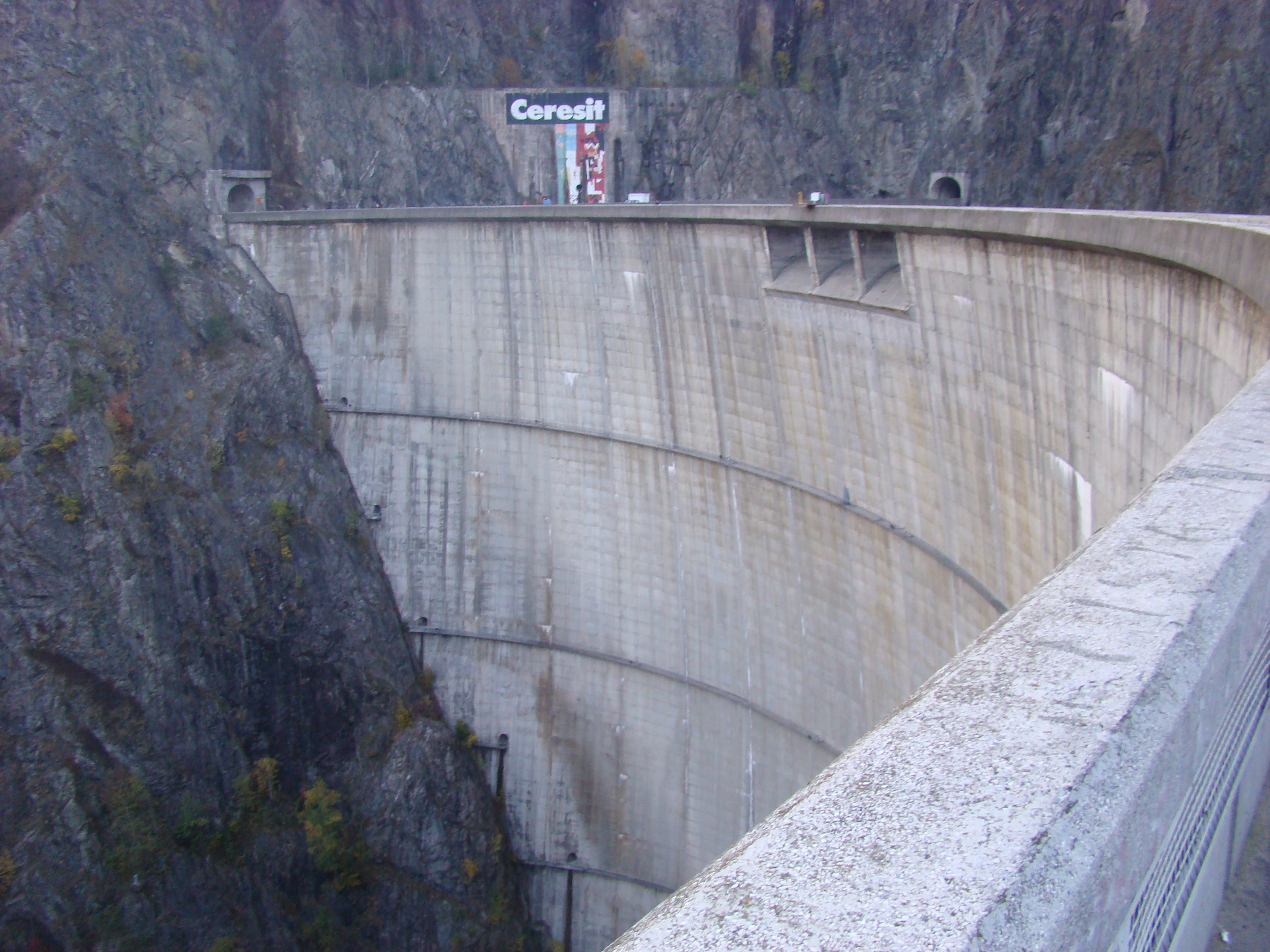
Vzdušná část ze silnice směrem k elektrárně
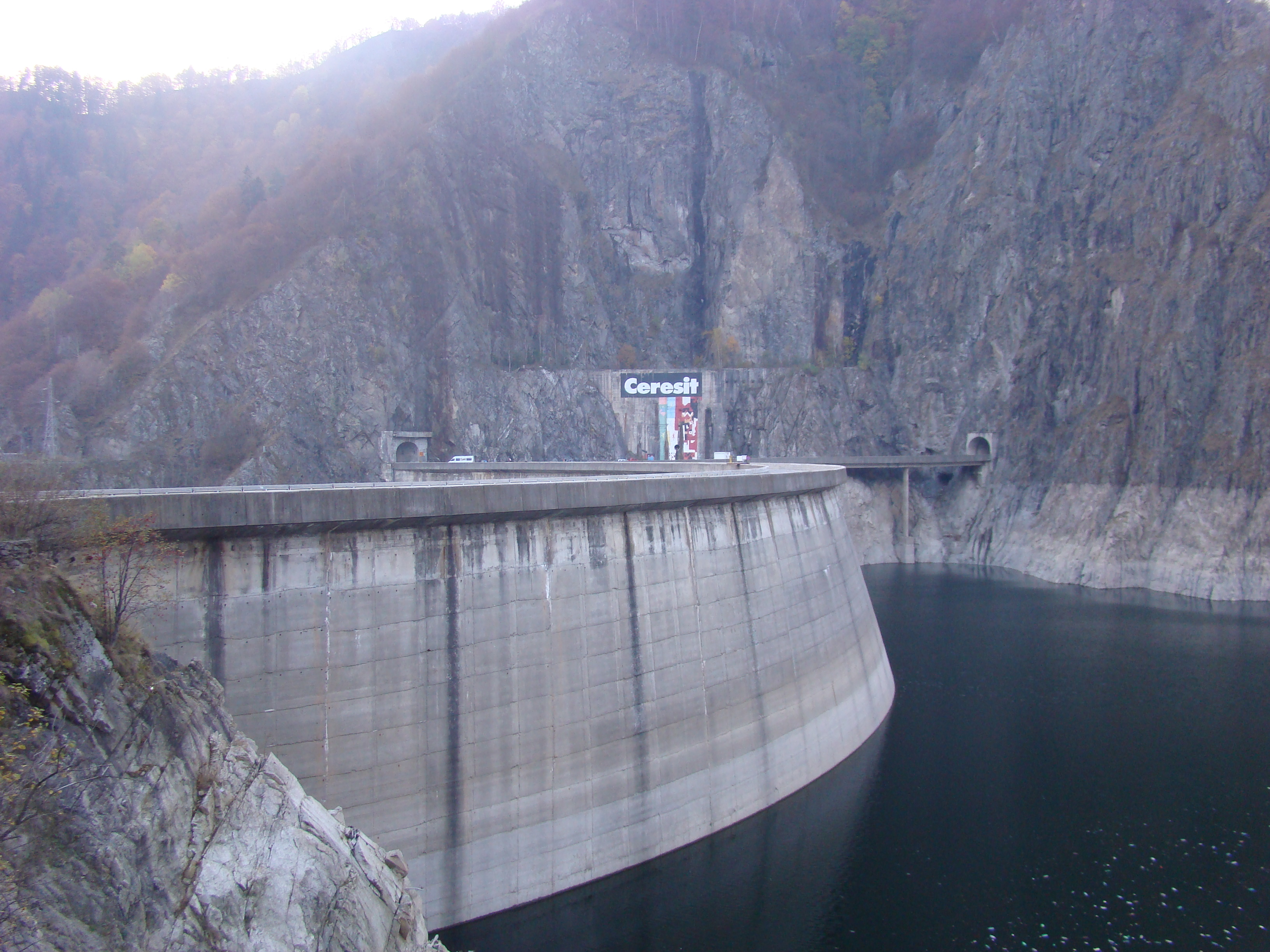
Návodní část při nižším stavu
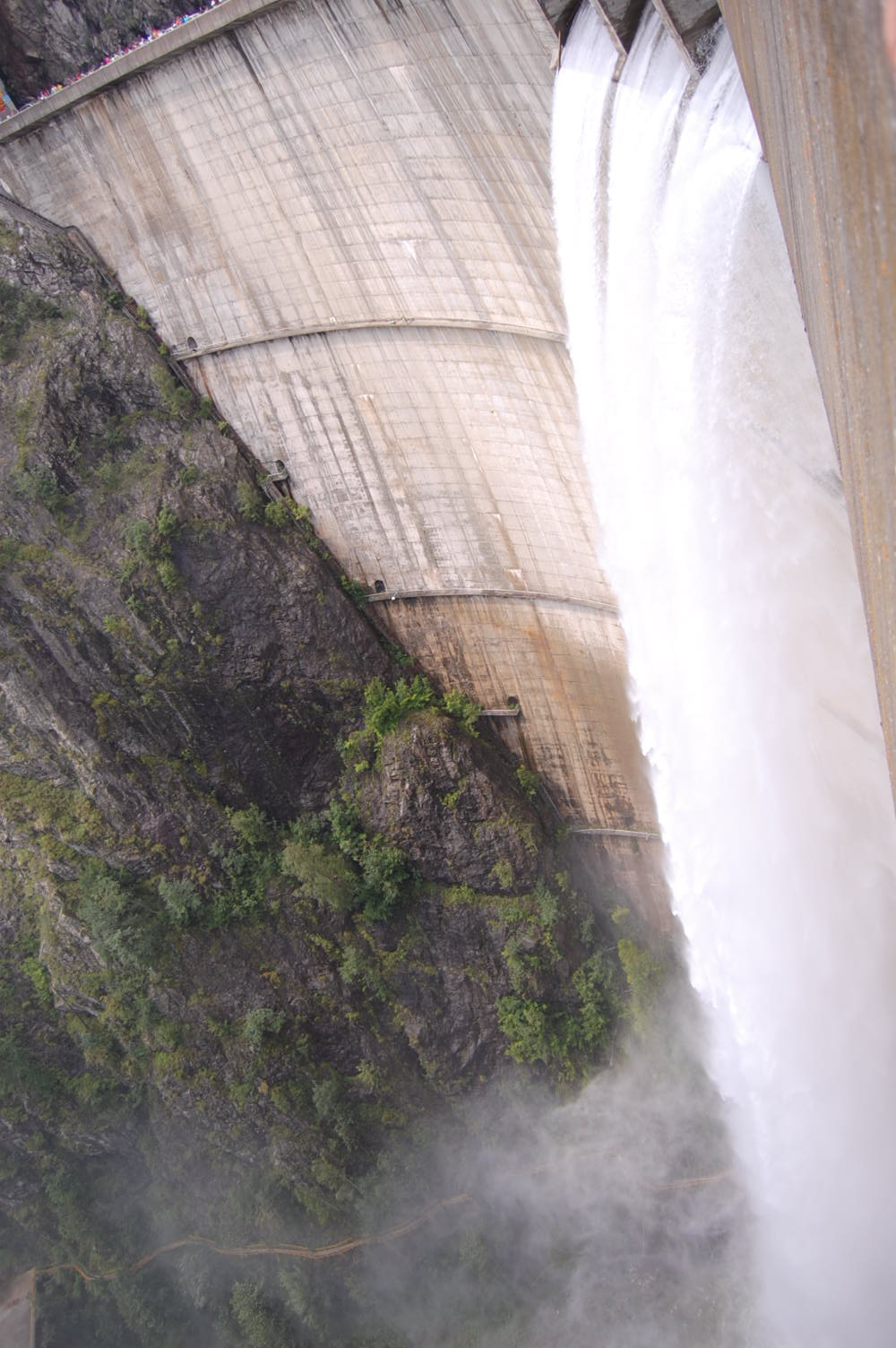
Přeliv horní propustí v srpnu 2010
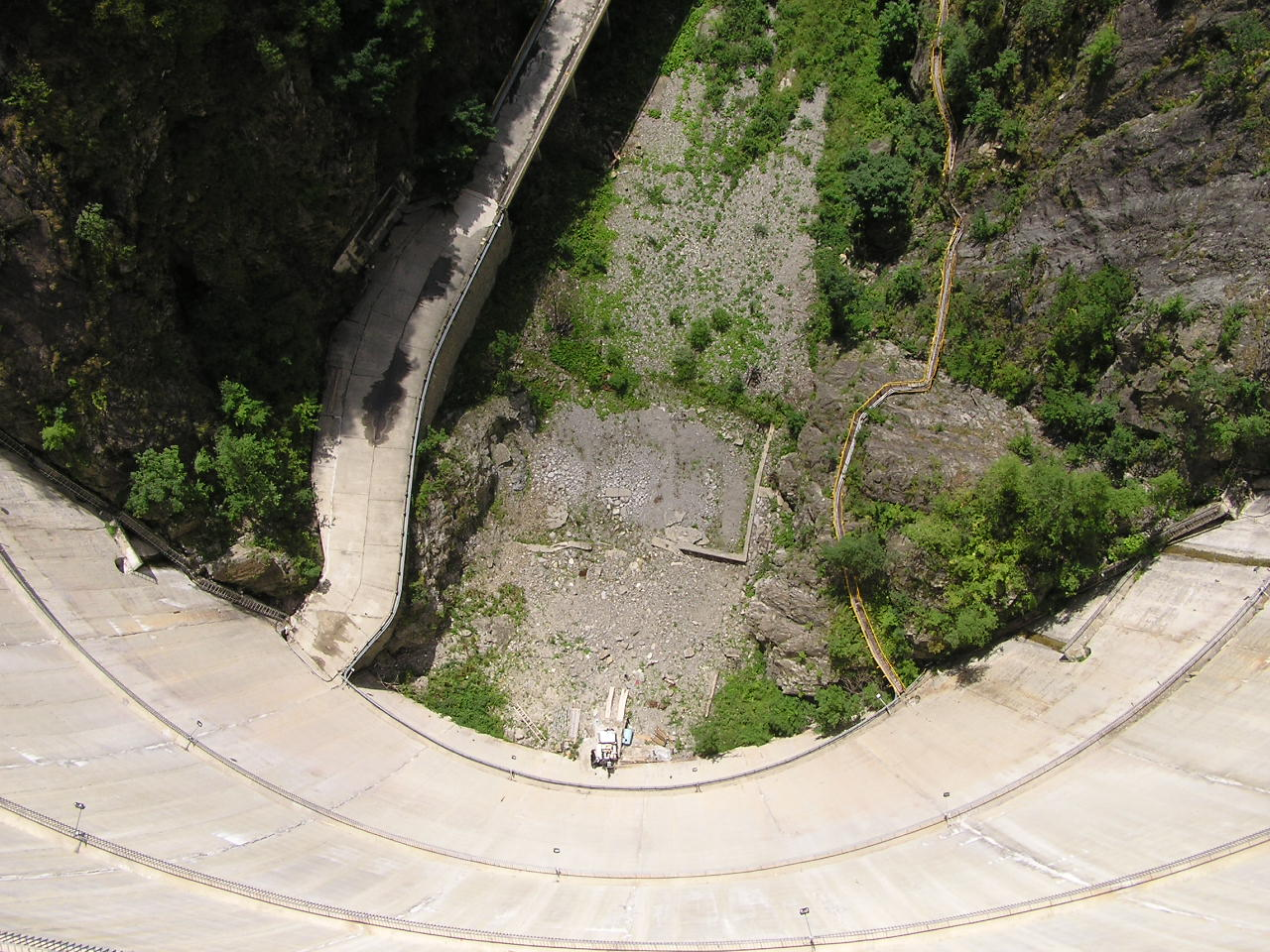
Pohled k patě hráze se vstupy do revizních štol
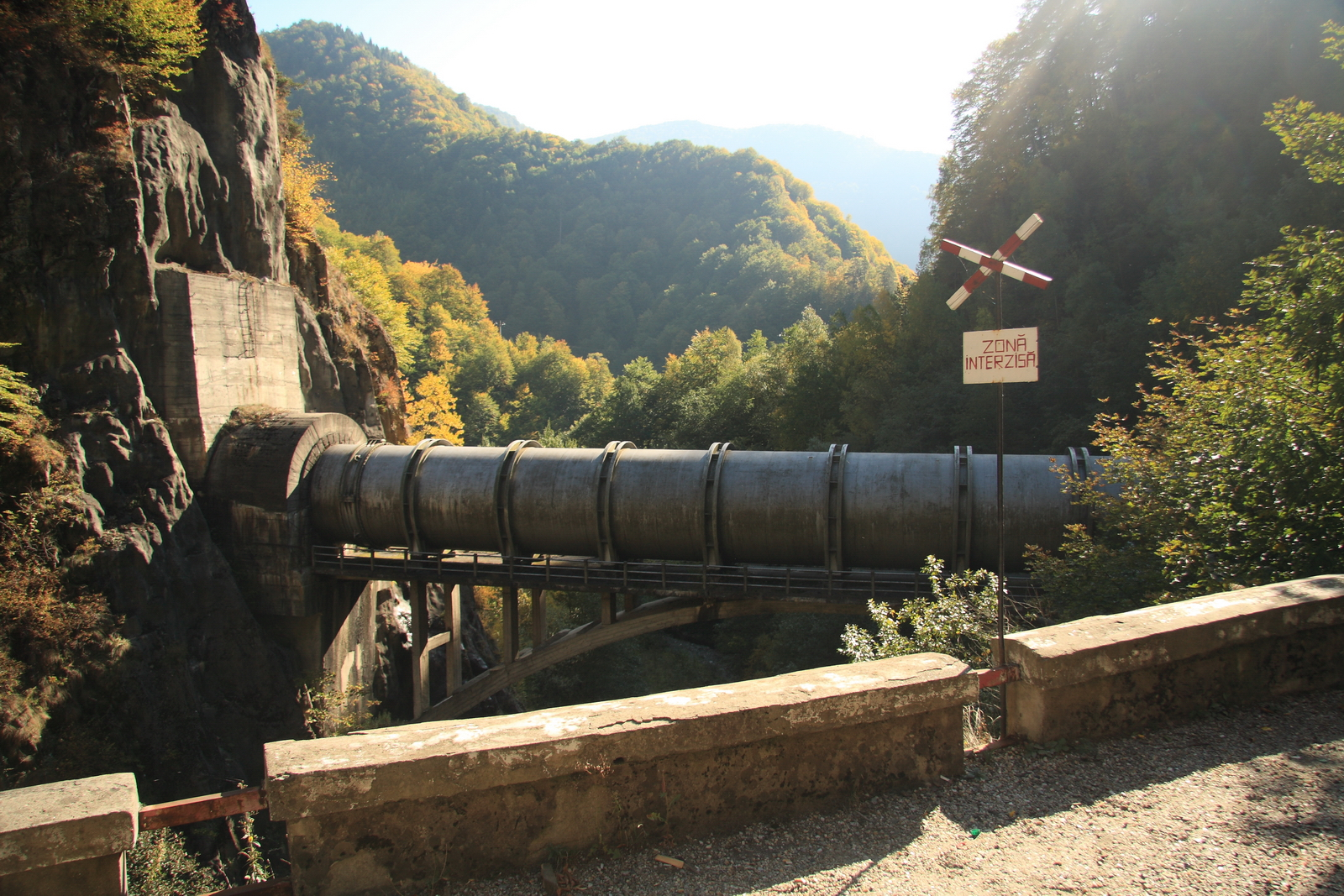
Vzdušná část přivaděče nad údolím Valea lui Stan
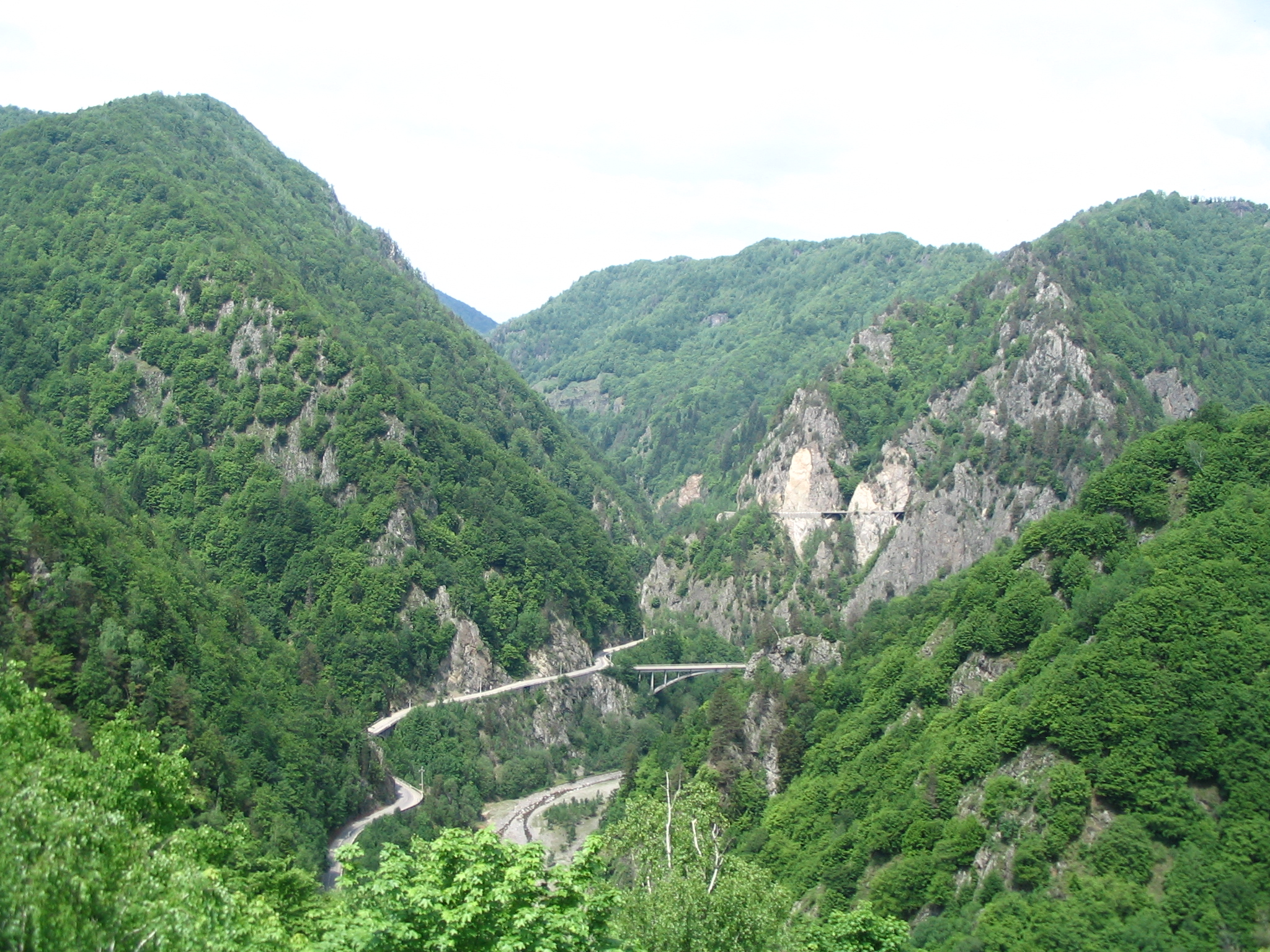
Údolí Arges mezi hrází a elektrárnou
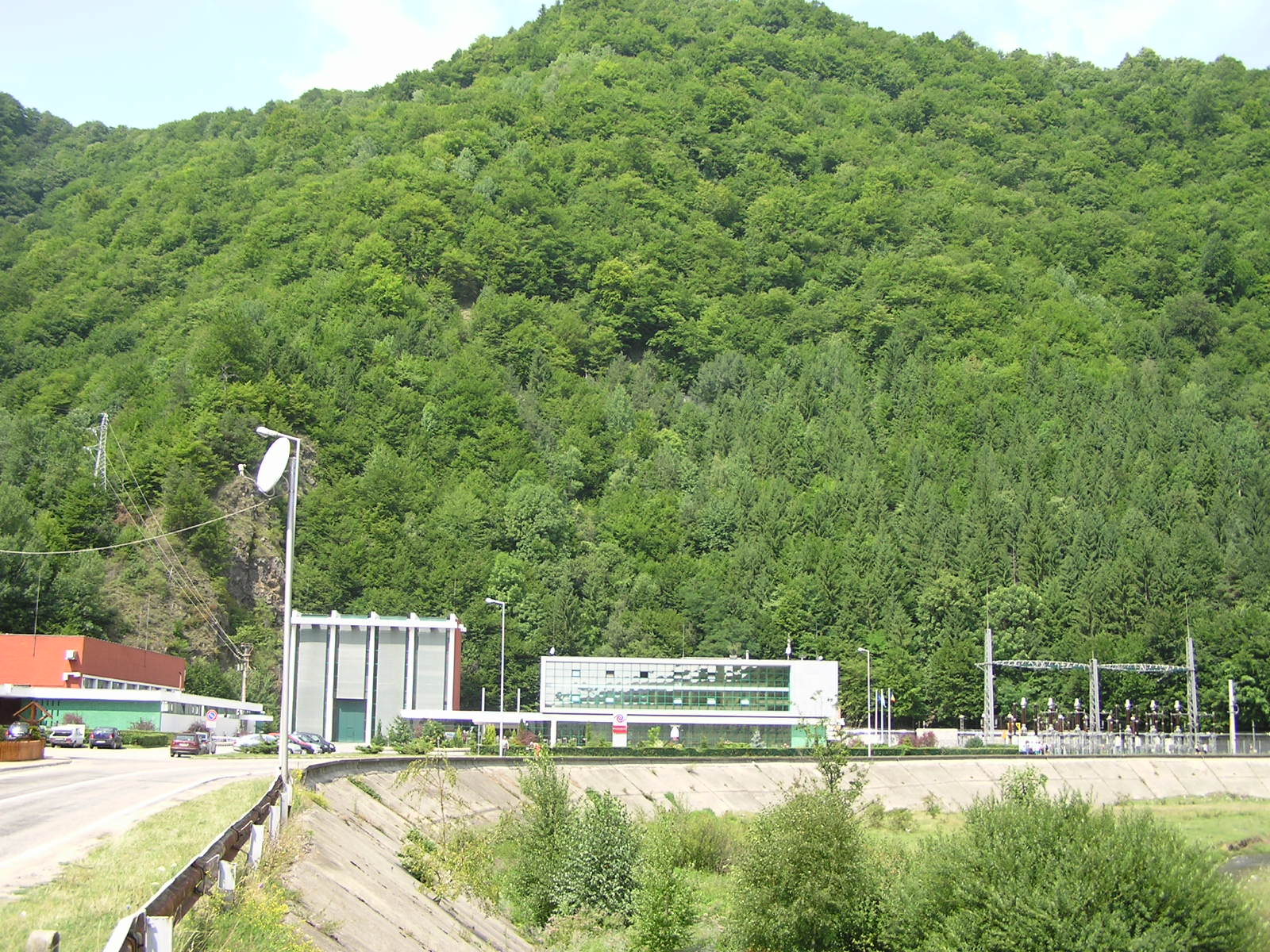
Elektrárna Vidraru

## Bezpečnost
Při náhlém prolomení přehrady by povodňová vlna za 20 minut zasáhla při výšce 25 m historické město Curtea de Arges, opustila by horské údolí a začala se rozlévat v nížině. Stopadesátitisícové Piteşti by bylo zničeno 12 m vysokou povodňovou vlnou za 72 minut. Hlavní město by ohroženo nebylo. 320 000 ohrožených obyvatel je pravidelně školeno pro případ katastrofického scénáře.  

### Zohlednění ve výstavbě
Projekt byl vypracován v období důvěry v odolnost klenbových přehrad. Tato důvěra byla podlomena v roce 1959 tragédií na francouzské přehradě Malpasset. Za příčinu prolomení hráze tam byla určena nejednotnost betonových šarží, způsobená válkou a změnou dodavatelů. Ukládání betonu v hrázi přehrady Vidraru naopak označil prof. Stucky jako přehnaně úzkostlivé. V říjnu 1963 došlo k sesuvu horniny do jezera Vajont v Itálii, kdy 262 m vysoká klenbová přehrada vydržela úder 200 m vysoké vlny. Tehdy důvěra v pevnost klenbových hrází opět vzrostla, na scéně se však objevila nová hrozba v podobě nepředvídatelnosti chování geologického podloží pod vysokým hydrostatickým tlakem, která trvá stále. Podobně jako u Vajontu, byla později i u vodního díla Vidraru zdrojem nehody na přehradě příčina geologického původu.

### Sesuv horniny v roce 1974
V červenci 1974 probíhala oprava ventilů výpustních štol. Rázy způsobené manipulacemi ve výpustním systému vyvolaly odezvu v geologickém podloží levého břehu. 6. července 1974 kolem 12:50 – 13:00 se na srázu levé části soutěsky objevily vodní paprsky a do údolí pod hrází se začal drolit skalní štěrk. Během 15 minut začaly padat i celé skalní bloky. Do koryta se zřítilo zhruba 10 000 m³ horniny. Ocelový štít, který umožňoval vstup vody do výpustní štoly zůstal v otevřené poloze za situace, kdy bylo přerušeno napájení. Došlo ke zkřížení štoly a poškození výpustního Johnsonova ventilu, jehož některé částí byly později nalezeny až 500 m daleko. Do údolí se začala pod tlakem 12 až 14 atmosfér řinout voda na odhadované úrovni odpovídající stoleté povodni. Umělá povodeň zničila pět domů, tři mosty a zasáhla stanoviště armády, která prováděla práce na silnici Transfagarsan. Zde smetla 200 nákladních automobilů a cisterny s pohonnými hmotami. Největší nebezpečí představovala stoupající hladina, která se po zaplnění údolí začala vzdouvat ke vstupu do elektrárny. V 19:30 se konečně podařilo uvolnit vtokový štít a jeho volným pádem vodě uzavřít cestu z jezera.
Elektrárna byla zachráněna a výčet obětí bylo tabuizované téma. Po vypuštění jezera byl výpustní systém opraven a levý břeh byl zpevněn další betonovou injektáží. V době stavby silnice Transfagarsan a elektrárny Železná vrata byly náklady na sanaci bolestivé, nicméně ke zpevnění břehu došlo necelé tři roky před hlavní prověrkou odolnosti, kterou se stala tektonická činnost.

### Zemětřesení v roce 1977
Nejvýznamnější prověrkou stability vodního díla bylo zemětřesení ze 4. března 1977, které při síle 7,2 Richterovy stupnice bylo jedním z dosud nejsilnějších v Evropě a jehož epicentrum se nacházelo 150 km od přehrady. Přestože si v Rumunsku vyžádalo více než 1500 obětí, na přehradě nebyly zaznamenány významné poruchy ve sledovaných parametrech stability. Přehrada je projektována pro odolnost proti zemětřesení do síly 9. stupně Richterovy stupnice.

### Záchyt povodňových vln
Poměr objemu přehradního jezera a povodňového průtoku umožňuje plný záchyt povodňových přívalů do hodnot pětileté vody. Zhruba v pětiletém intervalu je voda přepouštěna horními propustmi. K disposici je ještě možnost odtoku spodními výpustmi do celkové propustnosti přesahující odhad stoleté vody 660 m³/s. Neexistuje tak hrozba poškození koruny hráze stoletou vodou.

## Význam
Za padesát let své činnosti vyrobila elektrárna Vidraru 18 000 GWh. Náklady byly amortizovány za 28 let. Akumulační schopnosti přehradní nádrže umožňují plynulou výrobu elektrické energie i na nižších částech toku Arges. Z celkového výkonu třinácti vodních elektráren na řece představuje Vidraru svými 220 MW 61 % celkového instalovaného výkonu a svými 400 GWh 59 % roční výroby. V celostátním měřítku přispívá k celkové výrobě vodní energie méně jak dvěma procenty. Ve světovém žebříčku výšky přehrad poklesla Vidraru do třetí desítky, v Evropě ve své pozici zůstává a spolu s elektrárnami Železná vrata I a Železná vrata II patří mezi nejvýznamnější díla evropského vodního stavitelství a mezi oprávněné zdroje národního sebevědomí. Koruna hráze je součástí silnice Transfagarasan, tato cesta vede po celém levém břehu přehradní nádrže. Spolu s popularitou této horské silnice roste i popularita vodního díla Vidraru, které je nejčastější zastávkou na této cestě.